# 愛知県道120号・岐阜県道117号津島海津線
愛知県道120号・岐阜県道117号津島海津線（あいちけんどう120ごう・ぎふけんどう117ごう つしまかいづせん）は、愛知県津島市と岐阜県海津市を結ぶ一般県道。

## 概要
途中の木曽川、長良川には橋はなく、岐阜県側と愛知県側で分断されている。かつては県営渡船の日原渡船で木曽川、長良川を結んでいた。木曽川が県境である。なお、途中に締切堤防があって、木曽川の渡船は愛知県が、長良川の渡船は岐阜県が運営していたが、どちらも2011年（平成23年）3月31日で廃止された。

### 路線データ
- 起点：愛知県津島市申塚町（国道155号、愛知県道8号津島南濃線交点）
- 終点：岐阜県海津市海津町高須（岐阜県道1号岐阜南濃線交点）

## 地理

### 沿道
- 日原渡船（廃止）
- 海津市歴史民俗資料館
- 海津郵便局

### 通過する自治体
- 愛知県
  - 津島市
  - 愛西市
- 岐阜県
  - 海津市

### 主な接続道路
- 国道155号 （愛知県津島市）
- 愛知県道8号津島南濃線 （愛知県津島市）
- 愛知県道8号津島南濃線 （愛知県愛西市）

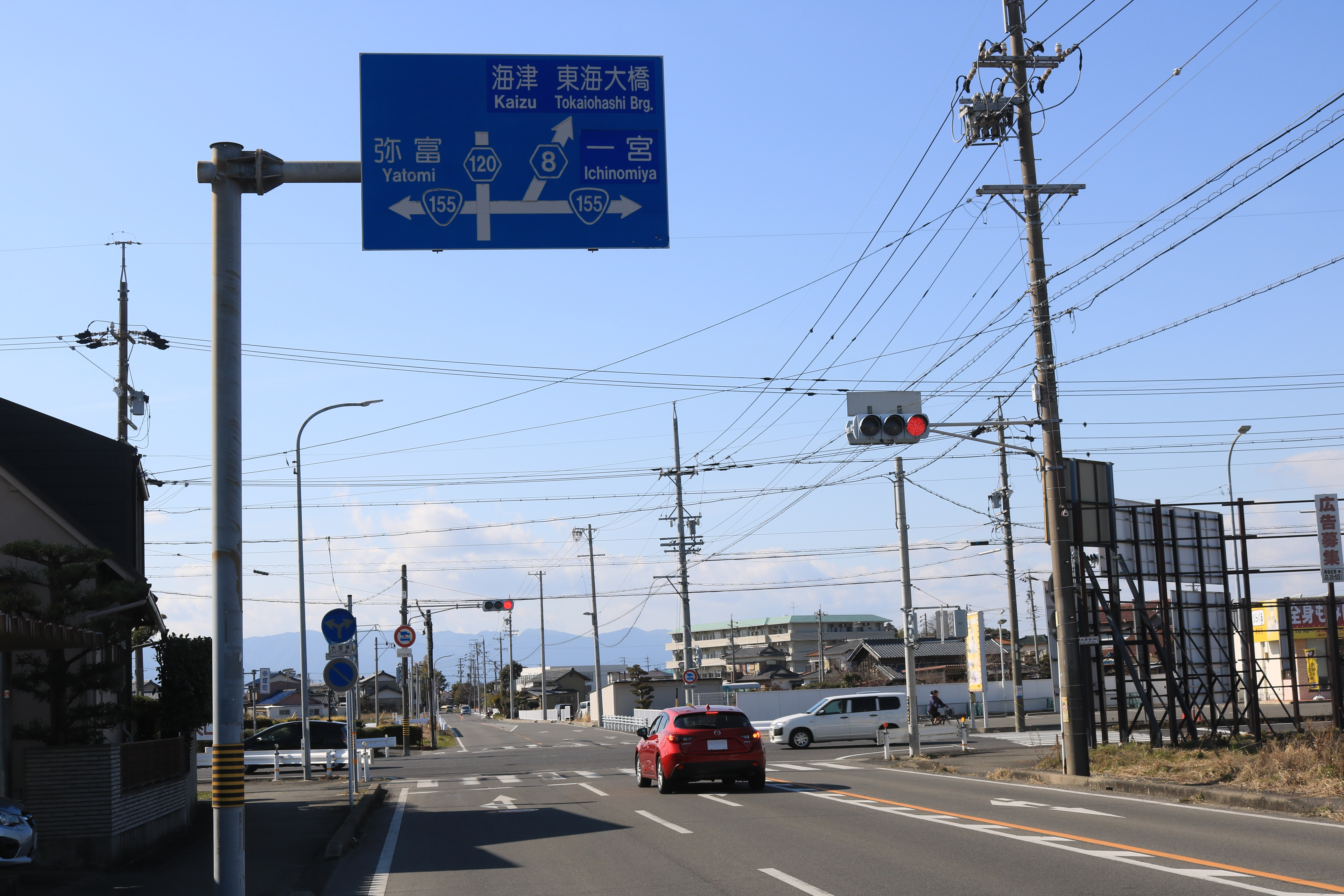
起点となる国道155号と愛知県道8号津島南濃線との交差点、愛知県津島市申塚町にて

- 岐阜県道23号北方多度線 （岐阜県海津市）
- 岐阜県道195号岐阜千本松原公園自転車道線（長良川自転車道） （岐阜県海津市）
- 岐阜県道218号木曽三川公園線 （岐阜県海津市）

## 別名
- 薩摩カイコウズ街道（海津市）